# Chrysobothris neotexana
Chrysobothris neotexana es una especie de escarabajo del género Chrysobothris, familia Buprestidae. Fue descrita científicamente por Dozier en 1955.